# Cyperus capitatus
Cyperus capitatus é uma espécie de planta com flor pertencente à família Cyperaceae. 
A autoridade científica da espécie é Vand., tendo sido publicada em Fasciculus plantarum cum novis generibus et speciebus 5. 1771.

## Portugal
Trata-se de uma espécie presente no território português, nomeadamente em Portugal Continental.
Em termos de naturalidade é nativa da região atrás referida.

## Protecção
Não se encontra protegida por legislação portuguesa ou da Comunidade Europeia.